# Hoekversnelling
De hoekversnelling van een roterend object is de verandering van de hoeksnelheid per eenheid van tijd. Dat houdt in dat de hoekversnelling {\displaystyle \alpha } de afgeleide naar de tijd {\displaystyle t} is van de hoeksnelheid {\displaystyle \omega }:
{\displaystyle \alpha ={\frac {\mathrm {d} \omega }{\mathrm {d} t}}}
Is de hoeksnelheid gemeten is in rad/s en de tijd in s, dan wordt de hoekversnelling uitgedrukt in rad/s2.
De hoekversnelling is een pseudovector gericht langs de rotatieas.
Bij een beweging op een cirkel met straal {\displaystyle r} is er een eenvoudig verband met de lineaire versnelling {\displaystyle {\vec {a}}}:
- De tangentiële component van de versnelling wordt gegeven door {\displaystyle \alpha r} en is een vector rakend aan de cirkel.
- De normale component van de versnelling wordt gegeven door {\displaystyle \omega ^{2}r} en is een vector gericht naar de rotatieas.